# Biochimiche ipotetiche
In xenobiologia la biologia del carbonio è il punto di vista secondo il quale il carbonio è necessariamente la base di tutta la vita sugli altri pianeti, in quanto le sue proprietà chimico-fisiche lo rendono di gran lunga superiore a tutti gli altri elementi chimici. Vi sono, tuttavia, altre teorie riguardo biochimiche ipotetiche che speculano sulla possibilità dell'esistenza di forme di vita sulla base di elementi diversi dal carbonio, con differenti gradi di plausibilità.

## Biochimica del silicio
L'altra base proposta più comune è il silicio, in quanto questo elemento possiede alcune proprietà chimiche simili a quelle del carbonio: 
prima di tutto la configurazione elettronica dello strato di valenza. Il silicio ha comunque alcuni svantaggi rispetto al carbonio. Poiché gli atomi di silicio sono molto più grandi, hanno difficoltà a formare legami doppi o tripli. I silani (composti idrogeno-silicio analoghi agli alcani o idrocarburi saturi) sono altamente reattivi all'acqua, e le lunghe catene di silani si decompongono spontaneamente. Le molecole che incorporano legami Si-O-Si (note collettivamente come siliconi) invece che legami Si-Si sono molto più stabili. La sabbia comune, le rocce silicee ed i silicati ne sono un esempio. Comunque, il diossido di silicio (che dovrebbe essere l'analogo del diossido di carbonio) è un solido cristallino estremamente poco solubile nell'intervallo di temperatura in cui l'acqua è allo stato liquido, rendendo difficile che il silicio possa introdursi in sistemi biochimici con base l'acqua, anche se da questo fosse possibile costruire la gamma necessaria di molecole biochimiche. In generale, lunghe catene complesse di molecole basate sul silicio sarebbero più instabili delle loro controparti in carbonio. 
Infine, delle varie molecole identificate nello spazio interstellare fino al 1998, 84 sono basate sul carbonio e 8 sul silicio. Inoltre degli 8 composti a base di silicio, quattro comprendono anche il carbonio. Ciò suggerisce che esista una maggiore varietà di composti complessi di carbonio nel cosmo, riducendo le fondamenta su cui si possa costruire biologie a base di silicio. L'abbondanza cosmica del carbonio rispetto al silicio è di 3,5 a 1.
È possibile che composti al silicio possano essere biologicamente stabili in certe condizioni ambientali esotiche o in un ruolo meno direttamente analogo. 
Nell'ordinaria biochimica terrestre, il silicio compare spesso nelle strutture scheletriche delle diatomee, dei radiolari e delle spugne silicee. Il silicio è inoltre accumulato da numerosi vegetali, appartenenti a numerosi generi. Gli equiseti, in particolare, arrivano ad accumulare fino al 10% della loro massa secca in composti silicati. 
Va precisato inoltre che, se si abbandona la pretesa di escludere totalmente il carbonio e si accetta la possibilità di utilizzarlo assieme al silicio, molti dei problemi finora descritti si riducono d'intensità. Tale fatto teorico, trova riscontro anche nei fatti.
La catalizzazione del legame C-Si, da parte di enzimi costituiti con gli ordinari amminoacidi utilizzati dalla biochimica terrestre in un ambiente cellulare terrestre vivo, è stata dimostrata sperimentalmente, dalla scienziata, premio Nobel per la chimica, Frances Arnold, applicando le tecniche dell'evoluzione diretta ad una popolazione di E.coli ricombinanti, nella quale era stato introdotto un enzima precedentemente rinvenuto in estremofilo termale, Rhodothermus marinus.

## Biochimica del boro
Anche il boro forma una classe di composti con catene relativamente lunghe con l'idrogeno (borani), il carbonio (carborani), l'azoto (borazine), la cui chimica è comunque sufficientemente nota per precluderne grandi prospettive come substrati per molecole di interesse biochimico. Tuttavia alcuni carborani ed altri composti borati come lo pseudo-amminoacido boronofenilalanina BPA stanno trovando impiego sempre maggiore nel settore radiofarmaceutico e radioterapico.

## Biochimica dell'azoto e del fosforo
Azoto e fosforo sono anch'essi possibili basi per molecole biochimiche. Il fosforo, a differenza del carbonio, può formare solo corte catene molecolari, tuttavia potrebbe essere potenzialmente adatto a formare complesse macromolecole. A differenza del carbonio, il fosforo in forma elementare è molto reattivo. In combinazione con l'azoto è in grado di formare legami fosforo-azoto (P-N) più stabili; composti che contengono questi legami possono formare un'ampia gamma di molecole, compresi degli anelli.
L'atmosfera terrestre è composta all'incirca per il 78% da azoto, ma questo non sarebbe probabilmente di grande utilità per una forma di vita basata sui legami fosforo-azoto (P-N), in quanto l'azoto molecolare (N2) è inerte e dispendioso energeticamente per il suo fissaggio (alcune piante terrestri come i legumi possono fissare l'azoto usando batteri simbiotici anaerobici contenuti nei noduli delle loro radici). L'azoto viene fissato anche da enzimi a base di molibdeno, tra cui la xantina ossidasi.
Un'atmosfera di diossido di azoto (NO2) o di ammoniaca (NH3) sarebbe più utile: l'azoto forma diversi ossidi con l'ossigeno (NO, N2O, N2O4), i quali sarebbero tutti presenti in un'atmosfera ricca di diossido d'azoto.
In un'atmosfera di diossido d'azoto, organismi analoghi alle piante basati sull'azoto-fosforo potrebbero assorbire diossido d'azoto dall'atmosfera e fosforo dal terreno. Il diossido d'azoto verrebbe ridotto, con la produzione nel processo di analoghi P-N degli zuccheri, e il rilascio di ossigeno di scarto nell'atmosfera. Gli analoghi P-N degli animali consumerebbero le piante e userebbero l'ossigeno atmosferico per metabolizzare gli analoghi P-N degli zuccheri, espirando diossido d'azoto e depositando fosforo (o materiali ricchi di fosforo) come rifiuti solidi.
In un'atmosfera di ammoniaca, le piante P-N assorbirebbero ammoniaca dall'atmosfera e fosforo dal terreno, ossidando quindi l'ammoniaca per produrre zuccheri P-N e rilasciare idrogeno di scarto. Gli animali P-N diverrebbero i riduttori, inspirando idrogeno e convertendo gli zuccheri P-N in ammoniaca e fosforo. Questo è il percorso inverso di ossidazione e riduzione rispetto al mondo col diossido d'azoto, ed anche alla ben nota biochimica della Terra; sarebbe analogo ad una fornitura di carbonio dell'atmosfera terrestre in forma di metano invece che di diossido di carbonio. Il dibattito su questa ipotesi continua, in quanto diversi aspetti di un ciclo biologico P-N sarebbero energeticamente deficitari.
Inoltre, azoto e fosforo non sono probabilmente disponibili nell'universo nei rapporti e quantità richiesti. Il carbonio, essendo prodotto di preferenza durante la fusione nucleare nel ciclo CNO, è più abbondante e più probabile che si ritrovi in un dato luogo.
Nel film commedia fantascientifica Evolution del 2001 diretto da Ivan Reitman, un meteorite cade in Arizona e porta sulla Terra forme di vita aliene che da piccoli batteri diventeranno micidiali mostri. Si scoprirà poi che gli alieni in questione sono basati sull'azoto e non sul carbonio.

## Altri elementi biochimici esotici
Il cloro viene talvolta proposto come alternativa biologica all'ossigeno, sia nella biologia a base di carbonio, sia in biologie ipotetiche non basate sul carbonio. Comunque, il cloro è molto meno abbondante dell'ossigeno nell'universo, ed è quindi improbabile che si possa formare un pianeta con una concentrazione sufficientemente alta di cloro sulla sua superficie, tale da formare le basi di una biochimica. Il cloro sarebbe invece probabilmente legato in forma di sali e altri composti inerti.
Lo zolfo è anch'esso in grado di formare corte catene molecolari (come il tetranitruro di tetrazolfo), ma, in forma elementare, soffre degli stessi problemi di alta reattività del fosforo e dei silani.
La nuvola nera (The Black Cloud), il classico racconto di Fred Hoyle, presenta una forma di vita consistente di una vasta nuvola di polvere interstellare, le singole particelle della quale interagiscono tramite segnalazioni elettromagnetiche analoghe all'interazione delle singole cellule di una forma di vita multicellulare terrestre. Ad un livello in qualche modo meno fantascientifico, la vita nella polvere interstellare è stata proposta come parte dell'ipotesi sulla panspermia. Le basse temperature e densità delle nubi interstellari sembrano implicare che i processi vitali opererebbero più lentamente lì che sulla Terra.

## Solventi diversi dall'acqua
In aggiunta ai composti di carbonio, tutte le forme di vita terrestri attualmente conosciute richiedono anche l'acqua come solvente. Anche se non fa strettamente parte dello "sciovinismo del carbonio", poiché l'acqua non lo contiene, viene talvolta dato per assunto che l'acqua sia l'unica sostanza chimica adatta a svolgere questo compito e quindi vi si applicano argomentazioni simili.
Alcune delle proprietà dell'acqua che sono importanti per i processi vitali sono l'ampio arco di temperature nelle quali esiste allo stato liquido, un'alta capacità calorica utile per la regolazione della temperatura, un grande calore di vaporizzazione, e la capacità di sciogliere un'ampia gamma di composti. Ci sono altre sostanze con proprietà simili che sono talvolta state proposte come alternative.
L'ammoniaca, ottimo solvente anfiolitico a basse temperature, è forse la più comunemente proposta tra le alternative. Nella saga di Rocheworld di Forward, viene proposta una biochimica simile a quella terrestre che usa una miscela di acqua e ammoniaca come solvente. L'ammoniaca e le miscele acqua-ammoniaca rimangono liquide a temperature molto inferiori al punto di congelamento dell'acqua pura, quindi molte biochimiche potrebbero essere adatte a pianeti e lune che orbitano al di fuori della "zona di abitabilità" basata sull'acqua.
Altri composti talvolta proposti sono metanolo, solfuro di idrogeno e cloruro di idrogeno. Gli ultimi due soffrono di un'abbondanza cosmica relativamente bassa di zolfo e cloro, che tendono a legarsi in minerali solidi. Una miscela di idrocarburi, come i mari di metano/etano che potrebbero essere presenti sulla superficie di Titano, potrebbero agire come solventi in un ampio arco di temperature, ma mancherebbero di polarità.
Il romanzo Camelot 30K di Robert L. Forward, descrive un ipotetico ecosistema esistente sulla superficie degli oggetti della Cintura di Kuiper, che si basa sulla chimica del non meglio specificato fluorocarbonio, dove il difluoruro di ossigeno sostituisce l'acqua come principale solvente. Gli organismi in questa ecologia si tengono caldi secernendo una pallina di uranio-235 al loro interno e quindi moderando la sua fissione nucleare usando un carapace ricco di boro che li riveste. Va peraltro osservato come il gas di impiego industriale difluoruro d'ossigeno sia estremamente tossico e reattivo, mentre con il termine fluoro-carbonio si può fare riferimento ad un'ampia classe di composti polimerico noti come fluorocarburi o teflon, utilizzati in enorme quantità come lubrificanti, elastomeri, plastomeri e gas refrigeranti.

Gli oggetti della Cintura di Kuiper sono noti per essere ricchi di miscele di composti organici non ancora completamente identificati come le toline, quindi l'esistenza di alcune forme di vita sulla loro superficie non è completamente implausibile - anche se certo senza arrivare a sviluppare reattori nucleari naturali interni come quelli ipotizzati da Forward. Il fluoro ha anch'esso una scarsa abbondanza cosmica, quindi il suo uso è parimenti probabile. In Heart Of The Comet di Gregory Benford, viene presentata una cometa con un convenzionale sistema basato su carbonio e acqua che si attiva vicino al perielio quando il Sole lo riscalda.

## Vita artificiale
Un altro approccio alla biochimica alternativa è l'idea che le basi dell'evoluzione non abbiano bisogno di essere naturali ma possano invece essere create deliberatamente da un progettista intelligente non soprannaturale o divino, dando luogo ad una più ampia gamma di possibilità.
Ad esempio, è in linea di principio possibile costruire un robot o un sistema di robot capaci di auto-replicarsi partendo da minerali grezzi e fonti naturali di energia, senza alcuna direttiva o aiuto esterno. Un tale sistema di macchine potrebbe essere considerato vivo, in quanto capace di evolvere attraverso mutazioni nei percorsi progettuali ereditati, ma non è in alcun modo necessario che sia costituito da composti a base di carbonio. La proposta più dettagliata finora avanzata per la vita meccanica prevedeva fabbriche lunari auto-replicanti, che erano composte principalmente di metalli raffinati e basalto fuso, poiché la Luna è estremamente povera di carbonio.
Collegato alla vita di macchine macroscopiche è il concetto di nanotecnologie auto-replicanti, talvolta indicate come "grey goo" quando operano senza limitazioni programmate. Le nanotecnologie, come le macchine di dimensioni maggiori, potrebbero potenzialmente essere costituite da materiali non contenenti carbonio (compreso qualsiasi elemento menzionato in precedenza). Sia i diamantoidi che i nanotubi di carbonio sono comunemente proposti come materiali impiegabili nelle nanomacchine, ed entrambi sono forme del carbonio e quindi non possono servire idealmente come controesempio allo sciovinismo del carbonio. Ma nessuna di queste forme del carbonio viene usata dalle forme di vita che attualmente conosciamo, ed inoltre viene spesso proposto che strumenti nanotecnologici basati sul carbonio opererebbero senza l'ambiente acquatico richiesto dalle forme di vita a noi note, quindi queste potrebbero essere considerate una "base alternativa" per la vita. Qualsiasi altra delle basi menzionate in precedenza potrebbe servire come fondamento per una forma di vita artificiale.
Questi esseri, benché non potrebbero evolversi senza l'aiuto di esseri basati sul carbonio (o altro), essendo "irriducibilmente complessi" potrebbero potenzialmente sconfiggere nella competizione o distruggere i loro creatori, se progettati in maniera sufficientemente robusta. Essi diventerebbero gli eredi del mondo in cui si sono evoluti i loro creatori, ed essere indistinguibili, per la maggior parte degli osservatori esterni, dagli esseri nativi. Questa è la forma di creazionismo del progetto intelligente; la proposta secondo cui un creatore intelligente ha progettato gli esseri umani e ci ha posto qui di sua volontà.
Dal punto di vista scientifico, la rilevanza di questa possibilità è che un'alta intelligenza in una specie di transizione, può essere il mezzo con cui una base per la vita altrimenti impraticabile può avere inizio, dopo di che può continuare ad evolversi con mezzi più naturali. Dal punto di vista etico, questo potrebbe essere un argomento a favore dello sciovinismo del carbonio, o almeno per insegnarlo a qualsiasi forma di vita artificiale che gli esseri umani possano creare.

## Vita non-chimica e fisica esotica
Nel reame della fantascienza sono state occasionalmente proposte forme di vita che, benché spesso altamente speculative e non supportate da un rigoroso esame teorico, hanno avuto largo seguito nella narrativa.
In Dragon's Egg e Starquake, Robert Forward propone la vita sulla superficie di una stella di neutroni utilizzando la "chimica nucleare" sulla crosta di materia degenere. Siccome questa vita utilizza l'Interazione nucleare forte invece dell'interazione elettromagnetica, dovrebbe funzionare milioni di volte più velocemente rispetto alla vita terrestre.
Sundiver, di David Brin, è un esempio di fantascienza che propone una forma di vita che esiste nell'atmosfera di plasma di una stella, usando complessi campi magnetici auto-sostentanti. Simili tipi di vita plasmoide sono stati talvolta proposti come esistenti in altri luoghi, come la ionosfera planetaria o lo spazio interstellare, ma solitamente solo da teorici marginali (si veda fulmine globulare per un'ulteriore dissertazione). Gregory Benford, nel suo racconto Eater, ha immaginato una forma di vita basata sul plasma in un disco di accrescimento di un buco nero primordiale.
Stephen Baxter ha immaginato insolite forme di vita esotica nella sua serie Xeelee, comprese forme di vita basate sui fotini supersimmetrici che si radunano nei pozzi gravitazionali delle stelle, e i Qax, che prosperano in qualsiasi forma di celle convettive.